# Хардервейк
Хардервейк (нидерл. Harderwijk) — город и община в Нидерландах. 45 468 жителей (2012); древние церкви, городская стена, бывший ганзейский город.
В городе с 1648 по 1811 год находился Университет Хардервейка, известный, в частности, тем, что в нём учёную степень получил в 1735 году Карл Линней. В годы наполеоновской оккупации университет Хардервейка был закрыт французскими властями.
С 2018 года в городе функционирует музей популярного нидерландского художника Мариуса ван Доккума (Marius van Dokkum Museum).